# Музеи Горно-Алтайска
В Горно-Алтайске имеются 5 музеев, 4 из которых принадлежат к Музейному комплексу Горно-Алтайского государственного университета

## Национальный музей имени А. В. Анохина

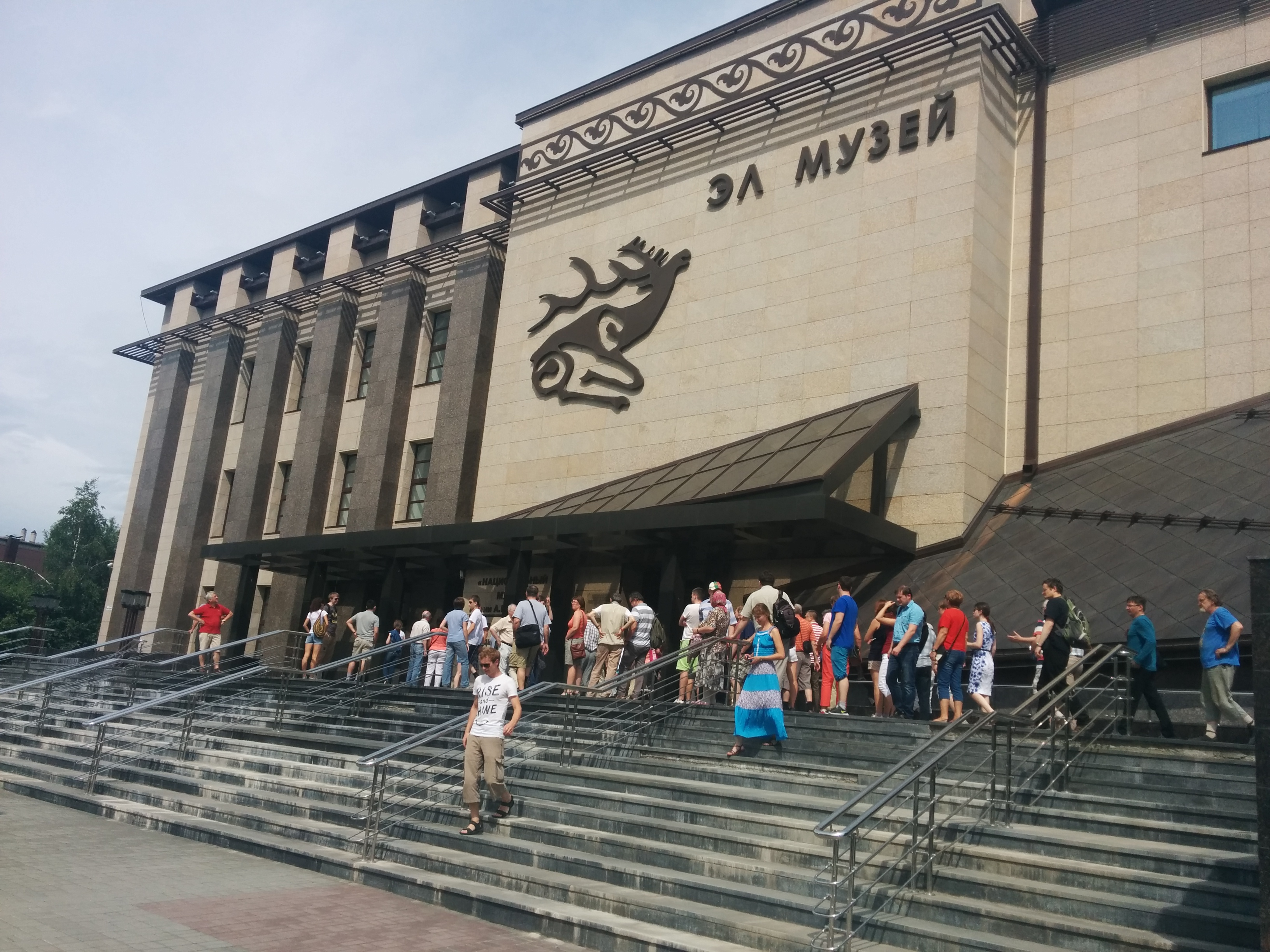
Национальный музей имени А. В. Анохина

Одно из первых научных и культурно-просветительских учреждений Республики Алтай. Фонд музея содержит в себе самую большую коллекцию картин алтайского художника Г. И. Чорос-Гуркина, материалы археологических раскопок с плато Укок, минеральные коллекции, образцы флоры и фауны, краеведческие материалы, а также образцы культурно-национального быта коренного населения.

### История
В 1918 г. коллегией Горно-Алтайского отдела народного образования был признан факт необходимости создания музея в Горном Алтае. Огромный вклад в развитии музея внес А. В. Анохин, который являлся первым заведующим музеем.
В первые годы образования музей не имел постоянного помещения, однако в 1926 г. музею предоставляется отдельное помещение в доме-магазине купца Д. Тобокова. В 1931 г. музей переезжает в бывшую лавку купца Бодунова, здание которого до сих пор именуется «Старый музей».
В 1989 г. музей получает новое трехэтажное здание и возможность проводить полноценные экспозиционно-выставочные работы.
В 1990 г. областному краеведческому музею присвоено имя А. В. Анохина.
В 2002 г. присваивается статус национального музея.
В 2003—2004 г. защищается проект по реконструкции здания и расширения площади под мавзолей «Принцессы Укок».
В 2008—2012 г. проводится реконструкция здания: завершается постройка мавзолея для принцессы Укок и в сентябре 2012 г. музей продолжил свою культурно-просветительскую деятельность.

### Экспозиция
В музее проходятся экспозиции по 6 направлениям:
- Природа

Эта экспозиция повествует об уникальности природы Горного Алтая. В отличие от других регионов России Алтай сохранил свои природные и культурные сокровища практически в первозданном виде. На его территории находятся более 7 тысяч озёр, рек, водопадов и 430 карстовых пещер. Горные цепи Алтая поднимаются на 3-4 тысячи над уровнем моря, их вершины круглогодично покрыты не тающими снегами, а со склонов спускаются ледники.
- Древняя история

Горный Алтай расположен в пределах Центральной Азии на границе гор и поясов великих степей. Являлся путём великого переселения древних народов и является одним из богатейших археологических памятников от каменного века до средневековья. Здесь расположены многочисленные стоянки, поселения древних людей, курганы. В данной экспозиции выставлены материалы представляющие собой хронологию от каменного века до позднего средневековья.
- Этнография

Экспозиция начинается с показа этнографических карт 19-20 века, отражающих этногеографическую характеристику населения. Вся экспозиция посвящена этнической культуре и быту Алтая.
- Современная история

В этой экспозиции выставлены материалы с 20 века до наших дней. Материалы разделяются на 6 разделов.
Горный Алтай в 1900—1941 годах,
Горный Алтай в Великой Отечественной войне 1941—1945 гг.
Горно-Алтайская автономная область с 1945—1990 гг.
Развитие образования, науки, здравоохранения и спорта
Развитие алтайской литературы
Республика Алтай
- Комплекс плато Укок

Экспозиция плато Укок является богатым культурным пластом древнего духовного мира Горного Алтая. Его природно-климатические условия способствовали уникальной сохранности погребальных сооружений. В ряде курганов образовались линзы льда, которые заполнили погребальные сооружения и позволили естественным образом сохраниться органическим материалам, а в некоторых мумии людей, лошадей возрастом более 2,5 тысяч лет. На раскопках могильника Ак-Алаха-3 было обнаружено захороненное тело молодой девушки, получившей имя «Принцесса Укок». Сейчас мумия принцессы покоится в мавзолее музея, а на экспозицию выставлена реконструкция погребального комплекса, демонстрируется манекен женщины в костюме с веткой можжевельника символизирующей чистоту и святость. Её окружают оленные камни и каменные изваяния поздних археологических культур.
- Изобразительное искусство

Изобразительное искусство на Алтае крепко связано с именем первого профессионального алтайского художника Г. И. Чорос-Гуркина (1870—1937 г.) ставшего одним из значительных пейзажистов первой трети 20 века. Данная экспозиция строится по принципу историзма и преемственности поколений. В зале выставлены картины более 50 авторов, чье творчество связано с изобразительным искусством Алтая.
Национальный музей имени А. В. Анохина имеет 4 филиала по Республике Алтай: Краеведческий музей имени И. В. Шодоева с. Усть-Кан, Музей казахов с. Жана-Аул, Музей-усадьба Г. И. Чороса-Гуркина с. Анос, Музей алтайского сказителя Н. У. Улагашева с. Паспаул.
Адрес: Республика Алтай, Горно-Алтайск, улица Чорос-Гуркина, дом 26. (дом 46)

## Музейный комплекс ГАГУ
Является структурным подразделением Горно-Алтайского государственного университета и включает в себя: Музей Археологии, Зоологический музей, учебно-краеведческий музей «Природа Горного Алтая» и музей истории ГАГУ.
Целями и задачами музейного комплекса является координации работы музеев ГАГУ; включение музеев в учебный и воспитательный процесс; привлечение студентов к научно-исследовательской деятельности на базе музеев.

## Музей Археологии
Музей организован в 1994 г. под руководством научного сотрудника Горно-Алтайского государственного университета В. И. Соёнова и ассистента кафедры отечественной истории и права А. В. Эбеля. Основу музея составили материалы, полученные в результате раскопок В. Д. Кубарева, В. А. Могильникова, В. И. Соёнова, А. В. Эбеля.
С 2011 г. музей Археологии вошёл в состав Музейного комплекса ГАГУ

### Деятельность
Музей проводит работу научного, учебного и воспитательного характера.
- на базе музея студенты-историки проходят музейную практику
- для первокурсников проводится презентация результатов археологических экспедиций ГАГУ
- проведение тематических экскурсий для школьников, студентов других факультетов, гостей города
- публикация материалов фонда музея
- принятие участия в экспедициях университета и обработке полученных материалов

### Экспозиция
Экспозиция музея расположена по хронологическому порядку и отражает периоды с эпохи палеолита до настоящего времени. Основную часть коллекции музея представила профессор Н. Н. Суразакова, передавшая музею этнические предметы быта.
- Эпоха палеолита отражается в остроконечниках, скребках, резцах, ножевых пластинах, заготовках орудий и отщепках. Все это характеризует каменную индустрию Горного Алтая.
- Эпоха неолита, энеолита представлена материалами из камня (наконечники стрел, украшения, зернотерки), глины (остродонные и круглодонные сосуды) и бронзы (кинжалы, наконечники копий).
- Широко в экспозиции предстает эпоха раннего железа. Оружием являются: бронзовые кинжалы, ножи, чеканы, костяные и бронзовые наконечники стрел, бронзовый колчанный крюк; снаряжением коня — бронзовые удила, костяные подпружные пряжки, костяные орнаментированные псалии. Предметы туалета — бронзовые зеркала.
- Гунно-сарматское время и средневековье представлены таким оружием как: костяные накладки на лук, наконечники стрел, железные ножи; предметами быта — керамической и деревянной посудой; предметами снаряжения коня железными стременами, пряжками, костяными застежками).

## Зоологический музей
Музей работает с 1995 г. однако коллекция собиралась с более раннего периода. Музеем собрано значительное количество материалов, представляющих разнообразие флоры и фауны Алтая по трем группам животных: млекопитающие, птицы, дневные бабочки. В экспозиции также представлены редкие виды животных, которые занесены в Красную книгу Республики Алтай — снежный барс, архар, балобан, манул и др. Данные экспонаты попали в музей путём конфискации их у нарушителей. Коллекция прямокрылых, стрекоз, жесткокрылых и разноусых чешуекрылых представляет лишь учебную ценность. Для общего обозрения и в запасниках музея хранится более 5 тысяч коллекционных экспонатов разнообразных животных. Зоологический музей Горно-Алтайского государственного университета в общей сложности занимает площадь 331,8 м². Часть этой территории является учебными аудиториями.
Коллекция млекопитающих насчитывает 216 черепов 24-х видов хищных млекопитающих и грызунов, обитающих на Алтае, в том числе, уникальную подборку черепов снежного барса, популяции алтайского манула. Имеются серии черепов бурого медведя, лисицы, барсука, росомахи, соболя и других охотничье-промысловых животных, добытых на Алтае. В коллекции представлены также рога 9 видов копытных, в том числе черепа и рога архара. Представлены чучела 18 видов крупных и средних млекопитающих, шкуры промысловых животных, в том числе шкура снежного барса. Коллекция чучел птиц включает более 100 видов, включая розовых пеликанов, фламинго и алтайских балобанов. Коллекция дневных бабочек включает более 4 тысяч экземпляров, находящихся на территории Алтая. Помимо этого в коллекцию входит некоторые тропические, субтропические и европейские бабочки.
При музее функционирует информационная база данных о состоянии численности млекопитающих, птиц и дневных бабочек в пределах Алтая. Также при музее есть кружок, где студентов обучают таксидермии. На базе зоологического музея часто проводятся конференции, совещания. В 2007 г. было проведено совещание по переизданию Красной книги Республики Алтай, на котором участвовало 50 зоологов из Горно-Алтайска, Новосибирска, Москвы, Барнаула и других городов.
Адрес: Республика Алтай, г. Горно-Алтайск, улица Ленкина 1, к. 131

## Музей истории ГАГУ
Музей истории Горно-Алтайского государственного университета (ГАГУ) был создан в 2006 г. Сбором материалов для музея руководили преподаватели психолого-педагогического факультета О. В. Остапович и Е. Ю. Кудрявцева.
В 2008 г. музей был передан историческому факультету. Организацией деятельности музея занималась инициативная группа под руководством О. А. Гончаровой.
С 2010 г. Музей истории ГАГУ вошёл в Музейный комплекс. Музей продолжил свою работу под руководством заведующей Музейным комплексом ГАГУ С. В. Трифановой и научным сотрудником Музея истории ГАГУ Д. А. Кучуковой.
С 2014 г. заведующим Музейным комплексом ГАГУ становится Н. А. Константинов.
Экспозиция музея представляет материалы по следующим темам:
- Вклад Алтайской духовной миссии в становление образования в Горном Алтае
- История высшего образования в Горном Алтае
- История ГАГУ
- Международные связи ГАГУ

Музеем истории ГАГУ были организованы такие тематические фотовыставки как — «История турклуба „Горизонт“»; «История спортивной секции „Лыжные гонки“»; «История ВПК „Барс“»; «История рафтинга в ГАГУ» и др.
Музей истории ГАГУ ежегодно проводит круглые столы, в рамках апрельской научно-практической конференции студентов, аспирантов и молодых ученых ГАГУ («20 лет ГАГУ»; «65 лет высшему образованию в Республике Алтай» и др.).
Коллекция музея пополняется каждый год новыми экспонатами, которые передают преподаватели, студенты, сотрудники и гости нашего университета. В музее хранится 151 экспонат основного фонда; 47 черно-белых, 70 цветных фотоматериалов; 368 материалов научно-вспомогательного фонда.
Адрес: Республика Алтай, г. Горно-Алтайск, ул. Ленкина 1, к. 137

## Учебно-краеведческий музей Природа «Горного Алтая»
Его организация связана с введением в учебный процесс спецкурса «Физическая география Горного Алтая» и открытием нового корпуса института в 1991 г. Идея создания музея принадлежит профессору кафедры физической географии А. М. Маринину.
Музей представляет сочетание разделов, характеризующих природу Горного Алтая. Пространственно-географическое положение территории и историко-познавательный блок представленный в разделе «История изучения природы и орография Алтая». Он посвящён начальным и современным исследованиям.